# Miraces
Miraces là một chi bọ cánh cứng trong họ Chrysomelidae.
Chi này được miêu tả khoa học năm 1888 bởi Jacoby.

## Các loài
Các loài trong chi này gồm:
- Miraces aeneipennis (Jacoby, 1888)
- Miraces barberi (Blake, 1951)
- Miraces dichroa (Suffrian, 1868)
- Miraces glaber (Blake, 1946)
- Miraces modesta (Horn, 1893)
- Miraces placida (Horn, 1893)